# Puente de Otazu
El puente de Otazu es un puente medieval sobre el río Nervión, en el barrio de Otazu, Luyando, concejo del municipio de Ayala, en la provincia de Álava, España. Se estima que fue construido en el siglo XVI. Es el puente más antiguo que se mantiene en el río Nervión.

## Historia
Muy poco se conoce de la historia del puente. Se cree que podría haber estado al servicio de la antigua torre de los Luyandos y Ayos, cercana al puente.
- Datos: Q76823905